# استان تارانتو

استان تارانتو (به ایتالیایی: Provincia di Taranto) از استان‌های کشور ایتالیا است. استان تارانتو در جنوب این کشور قرار دارد. مرکز این استان شهر تارانتو و زیرمجموعه ناحیه آپولیا می‌باشد. مساحت این استان ۲٬۴۳۷ کیلومتر مربع و جمعیت آن ۵۷۸٬۴۶۵ نفر است.
استان تارانتو که پیشتر به عنوان استان ایونی شناخته می‌شد، استانی در منطقه آپولیای ایتالیا است. پایتخت آن شهر تارانتو است. این استان مساحتی بالغ بر ۲٬۴۳۷ کیلومتر مربع و جمعیتی حدود ۵۸۱٬۰۹۲ نفر (سال ۲۰۱۷) دارد. استان تارانتو شامل ۲۹ کومونه (شهرک یا شهرداری) است. نشان این استان شامل یک عقرب است که گفته می‌شود پیرهوس هنگام نگاه کردن به شهر تارانتو از تپه‌ها، آن را دیده است.

## تاریخچه و ریشه‌یابی نام
هنگام اتحاد ایتالیا، استان لچه شکل گرفت که بخش غربی آن بعدها به استان کنونی تارانتو تبدیل شد. در ۲۳ سپتامبر ۱۹۲۳، تارانتو به عنوان پایتخت استانی جدید بر اساس منطقه باستانی ترا دُترانتو، و به پاس نقشی که از دوران باستان ایفا کرده بود، انتخاب شد. این استان جدید تا سال ۱۹۵۱ با نام «استان ایونی» شناخته می‌شد.

## نشان استان: عقرب و داستان آن
عقرب روی نشان شهر ممکن است در دوران باستان به عنوان نماد آن استفاده شده باشد. این ایده توسط پیرهوس اپیروس، متحد تارانتو در جنگ علیه روم، مطرح شد: عقرب به صورت درازکش بر پشت با سه گل زنبق نشان داده شده و تاج شاهزاده‌نشین تارانتو را بین چنگال‌های خود نگه می‌دارد. پیرهوس که پادشاه اپیروس (کشور باستانی) بود، از تپه‌های اطراف به شهر نگاه کرد و این ایده به ذهنش رسید که شکل شهر شبیه به یک عقرب است. این نماد همچنین به عنوان یک عامل بازدارنده روان‌شناختی برای دشمنان شهر دیده می‌شد، که به مگنا گراسیا به عنوان منطقه‌ای به خطرناکی یک عقرب نگاه می‌کردند. اولین استفاده تأیید شده از یک عقرب بر روی نشان تارانتو به سال ۴۰۰ پس از میلاد بازمی‌گردد.

## مهم ترین شهرها
| اشهر           | اسم ایتالیایی  | جمعیت   |
| -------------- | -------------- | ------- |
| تارانتو        | Taranto        | ۱۹۹٬۰۱۲ |
| مارتینا فرانکا | Martina Franca | ۴۹٬۰۹۵  |
| گرتگلی         | Grottaglie     | ۳۲٬۴۶۰  |
| ماندوریا       | Manduria       | ۳۱٬۷۷۱  |
| ماسافرا        | Massafra       | ۳۱٬۲۴۲  |